# Barranc de Casesnoves
El Barranc de Casesnoves és un barranc que discorre dins del terme municipal de la Vall de Boí, a la comarca de l'Alta Ribagorça, i dins el Parc Nacional d'Aigüestortes i Estany de Sant Maurici.
El nom prové «del llatí casas novas, cabanes noves». Per haver sigut una «zona plena de pletius, pletes i cabanes».
Té el naixement a 2.620 metres, a les Cometes de Casesnoves, per sota del Cap de les Cometes. Discorre direcció nord-oest fins a desembocar, per l'esquerra, al Riu de Sant Nicolau.